# Pierre Lellouche
Pour les articles homonymes, voir Lellouche.
Pierre Lellouche [ləluʃ], né le 3 mai 1951 à Tunis, est un avocat, auteur et homme politique français, figure politique de la droite française et spécialiste en géopolitique des conflits.
Élu député à Sarcelles en 1993, il a ensuite représenté la 4e circonscription de Paris de 1997 jusqu'à sa nomination en tant que secrétaire d'État aux Affaires européennes en juin 2009. En novembre 2010, il devient secrétaire d'État au Commerce extérieur dans le gouvernement Fillon III, poste qu'il occupe jusqu'à la fin de la présidence de Nicolas Sarkozy en mai 2012. Réélu député pour la 1re circonscription de Paris en juin 2012, il se retire de la vie politique élective en avril 2017. Depuis lors, il poursuit sa carrière en tant qu'avocat, conférencier et consultant en géopolitique, proche de cercles de réflexion comme le CF2R et l'IFRI. Il œuvre comme auteur et éditorialiste.

## Biographie

### Famille et études
Pierre Lellouche est issu d'une famille juive française tunisienne. Son père Noël Lellouche, naturalisé français en 1925, est originaire de Tunis, il s'est engagé dans les Forces françaises libres et combattant au sein de la 1re division française libre. Sa mère Pierrette Basciano, est née à Trapani. Ayant quitté la Tunisie à l'âge de cinq ans, Pierre Lellouche arrive à Paris avec sa famille et s'installe dans des conditions modestes, d'abord dans le 19e arrondissement, puis rue des Halles dans le 1er. Plus tard, la famille s'établit rue Hippolyte-Lebas dans le 9e, où ses parents ouvrent un petit restaurant.
Influencé par son professeur d'anglais au collège technique rue Milton, il se dirige vers des études supérieures au lycée Condorcet à Paris. Il sera quelques années plus tard diplômé d’études supérieures de la faculté de droit de Paris X-Nanterre (1972) et de l’Institut d'études politiques de Paris (1973), d'un master of Laws (LLM) et d'un doctorat d'exercice en droit (Juris Doctor) de la faculté de droit de Harvard.

### Carrière
Au lendemain de son service militaire dans l'armée de terre, sur les conseils de Pierre Hassner, il rejoint Raymond Aron à la Maison des Sciences de l’Homme au sein du Groupe d'études et de recherches sur les problèmes internationaux (GERPI).
À partir de 1979 et jusqu'en 1988, il rejoint l'Institut français des relations internationales (IFRI) où il aborde les questions politico-stratégiques et devient rédacteur en chef adjoint de la revue Politique étrangère.
Simultanément, il collabore pendant cette période comme éditorialiste à diverses publications, y compris Le Point, Newsweek, l’International Herald Tribune, Le Figaro, Valeurs Actuelles, et Sekai Nippo (Japon).
Il enseigne également à l’ENA, à l’INSEAD, à l'École de guerre[réf. souhaitée] ainsi qu'à l'université Galatasaray (Istanbul).
Depuis 2011, Pierre Lellouche est membre, en tant que Senior leader pour la France, du Réseau de Leadership Européen (ELN) une organisation britannique indépendante de plus de 450 leaders européens proposant des solutions pratiques aux défis politiques et de sécurité.
En juin 2024, Pierre Lellouche a été élu président du Haut Comité Français pour la Résilience Nationale (HCFRN), une organisation dédiée à la réflexion et à la veille sur les questions de sécurité nationale et de résilience. Il prendra ses fonctions en septembre 2024, succédant à l’ancien Directeur général de la Gendarmerie nationale, Richard Lizurey, qui devient vice-président du comité. Le HCFRN est une association loi de 1901, elle se voit comme une plateforme d’échanges entre acteurs publics et privés souhaitant contribuer à la sécurité nationale.

### Politique
En 1986, il entre dans l'équipe des consultants proches de Jacques Chirac, puis en janvier 1989, il devient son conseiller diplomatique, alors qu'il est maire de Paris et président du Rassemblement pour la République (RPR), tout en continuant ses activités d'éditorialiste et de professeur de géopolitique. Il se présente à Cannes aux élections municipales de 1995 face à Michel Mouillot (UDF).
Depuis sa fondation en 2002, il fait partie de l'Union pour un mouvement populaire (UMP), où il occupe un rôle clé au sein du bureau politique. En avril 2004, il est promu au poste de secrétaire général adjoint, responsable des études, et en janvier 2005, il est nommé délégué général à la défense, collaborant étroitement avec Nicolas Sarkozy.
Le 12 décembre 2014, avec l'élection de Nicolas Sarkozy à la présidence de l'UMP, il est nommé délégué général aux relations internationales du parti. Lors de la transformation de l'UMP en Les Républicains le 5 juin 2015, Nicolas Sarkozy continue de lui témoigner sa confiance en le maintenant dans ses fonctions.
Le 25 avril 2016 Pierre Lellouche parraine officiellement François Fillon pour la primaire présidentielle des Républicains de 2016, avant de changer d'avis et d'annoncer son ralliement à Nicolas Sarkozy après sa déclaration de candidature à la primaire. Le 29 août, Nicolas Sarkozy nomme Pierre Lellouche porte-parole sur les questions internationales.
Le 1er mars 2017, dans le cadre de l'affaire Fillon, et après que le candidat François Fillon à la présidentielle a annoncé, lors d'une conférence de presse, être convoqué pour le 15 mars en vue d’une mise en examen, Pierre Lellouche appelle les instances du parti LR à rechercher une sortie de crise avec l’accord du candidat lui-même. Il considère qu'il est nécessaire d'envisager la saisie du Conseil constitutionnel, en vertu des articles 7 et 61 de la Constitution de la 5e République, pour demander le report de l'élection présidentielle,. 
Le 26 avril 2017, entre les deux tours de l'élection présidentielle, à l'issue duquel François Fillon est éliminé, il publie un billet dans lequel il annonce son retrait de la vie politique, abandonner sa candidature à la députation pour laquelle il était investi par Les Républicains, et rendre la carte de son parti, non sans critiquer une nouvelle fois l'obstination du candidat de son parti à s'être maintenu,. Il s'en prend également à la décision du parti d'appeler à voter pour le candidat En marche ! contre Marine Le Pen.

#### Fonctions
Élu député RPR en 1993 (après avoir battu Dominique Strauss-Kahn dans le Val-d'Oise), Pierre Lellouche est réélu en 1997, en 2002 puis en 2007, dès le premier tour, de la 4e circonscription de Paris, soit les 8e et 9e arrondissements de Paris. Il est réélu de nouveau en 2012, député de la nouvelle première circonscription de Paris (1er, 2e, 8e et 9e arrondissements).
Pierre Lellouche est par ailleurs conseiller de Paris depuis 2001, élu dans le 9e arrondissement, puis le 8e à partir de 2008.
Membre de la commission des Affaires étrangères et de la délégation pour l'Union européenne de l'Assemblée nationale, Pierre Lellouche préside le groupe d’études sur l'industrie d'armement ainsi que la délégation française à l'Assemblée parlementaire de l'OTAN. De 2004 à 2006, il est président de l'Assemblée parlementaire de l'OTAN, dont il est plus tard encore membre dans le cadre de son mandat de parlementaire. Il est également « whip »[pertinence contestée] du groupe UMP à la Commission des Affaires étrangères.
Durant ses mandats, il a été président des groupes d’amitié parlementaires France-Allemagne, France-Inde et France-Géorgie, ainsi que du groupe d'études sur la région du Kurdistan irakien (dont la création en 2013 est de son initiative). Il est aussi vice-président des groupes d'amitié parlementaires France-Afghanistan ; France-Albanie ; France-États-Unis ; France-Pakistan et France-Somalie, membre d'autres groupes d'amitié, ainsi que de plusieurs groupes d’études (gaz de schiste, industrie de Défense, Chrétiens d'Orient, notamment).
Émissaire du gouvernement français sur le dossier ITER, il négocie l'implantation à Cadarache (Bouches-du-Rhône) du réacteur expérimental avec l'Union européenne et les membres du consortium ITER (États-Unis, Japon, Corée du Sud, Russie et Chine).
Connu pour son engagement dès 2004 en faveur de la Turquie au sein de l'Union européenne, en mars 2008 il est nommé chargé de mission auprès du président de la République Nicolas Sarkozy sur les relations franco-turques et à l'opposé de Bruno Le Maire, en 2009 qu'il remplace au gouvernement, il soutient la candidature turque dans le processus d'adhésion à l'Union européenne,.
De janvier 2009 à sa nomination au gouvernement, il est représentant spécial de la France pour l'Afghanistan et le Pakistan,.

#### Ministères

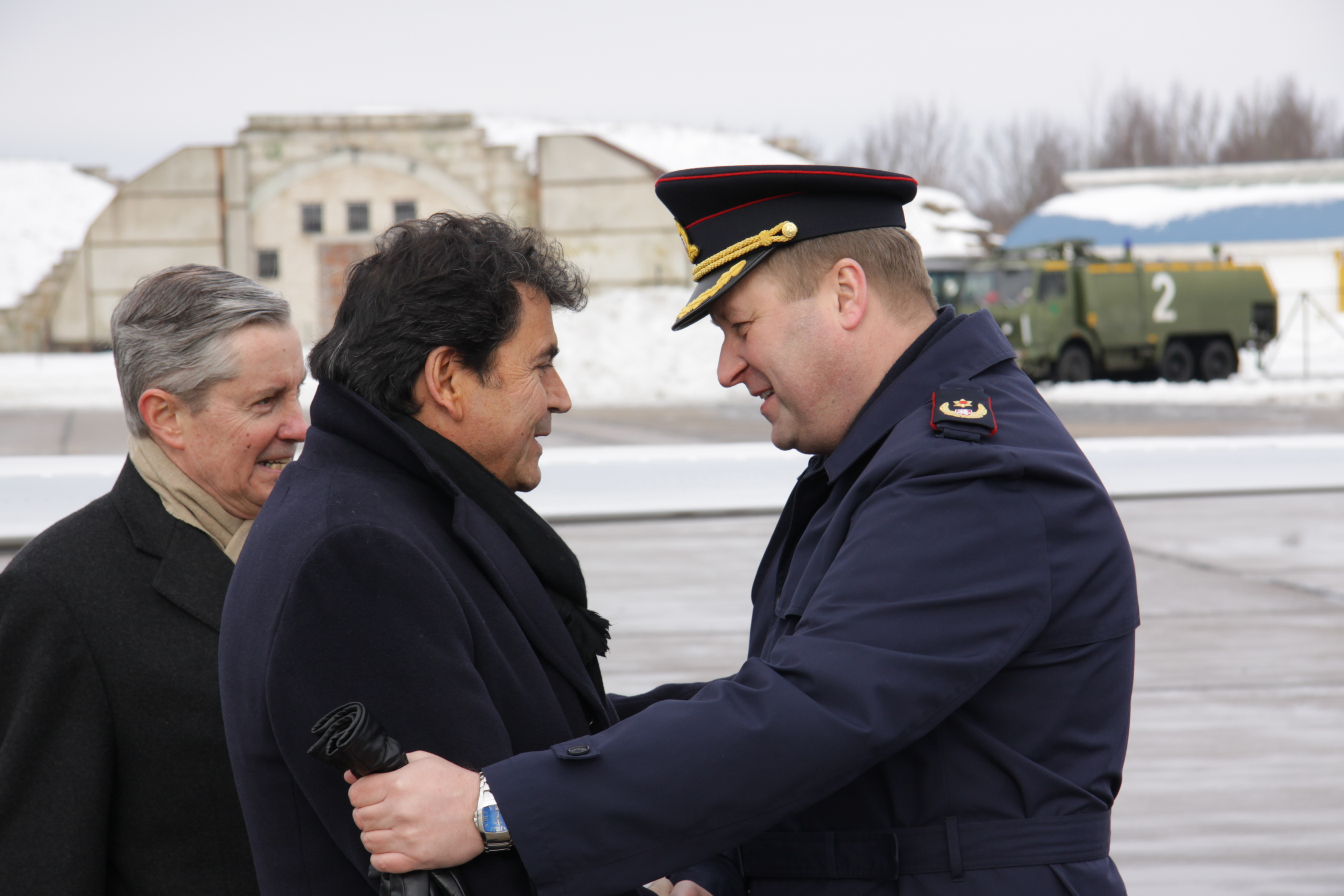
Lellouche sur la base aérienne balte de Šiauliai, en 2010.

Après les élections européennes de 2009 en France, Pierre Lellouche entre au gouvernement en devenant secrétaire d’État aux Affaires européennes, en remplacement de Bruno Le Maire. Edwige Antier, sa suppléante à l'élection législative, lui succède à l'Assemblée nationale.
Le 14 novembre 2010, il devient secrétaire d'État au Commerce extérieur dans le 3e gouvernement Fillon.

### Travaux parlementaires

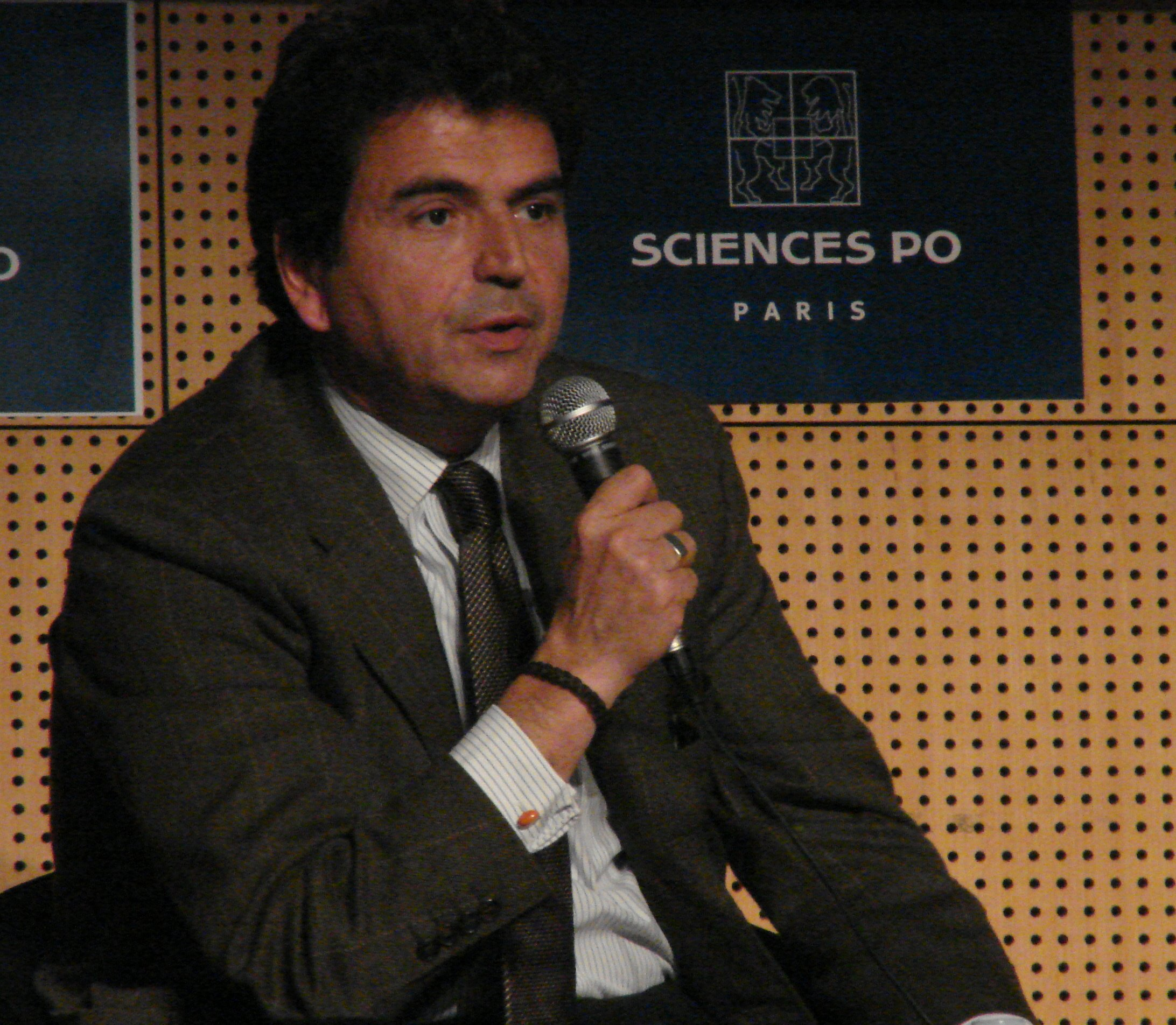
Pierre Lellouche en 2007.

En 1999, il s'oppose vigoureusement à la proposition de loi sur le PACS et use à cette occasion d'une argumentation qualifiée d'« homophobe » par la militante Caroline Fourest et les universitaires Camille Robcis et Enda McCaffrey. Il se signale notamment en déclarant à propos des couples homosexuels : « Il n'y a qu'à les stériliser »,.
En 2002, Pierre Lellouche est l'auteur de la proposition de loi tendant à aggraver les peines punissant les infractions à caractère raciste ou antisémite. Cette proposition est adoptée à l'unanimité par l'Assemblée nationale le 10 décembre 2002, puis par le Sénat en janvier 2003 pour devenir la « loi Lellouche ». Ce dispositif légal a également servi de modèle pour un amendement qu'il a déposé le 21 janvier 2003[réf. nécessaire] à la « loi Sarkozy pour la sécurité intérieure », amendement qui sanctionne plus durement les violences homophobes.
En 2007, aux côtés de Roselyne Bachelot, il est partisan du contrat d'union civile sur l'égalité des droits pour les personnes homosexuelles proposé par Nicolas Sarkozy, candidat à la présidence de la République. Ce contrat serait différent du mariage car il n'ouvre pas de droit à l'adoption.
En octobre 2016, il présente les conclusions de la Mission d’information sur l’extraterritorialité du droit américain avec Karine Berger qui recommande des pistes d'action ainsi pour la préservation de la souveraineté et de la compétence judiciaire française, face à certaines pratiques américaines, notamment les sanctions préjudiciaires imposées à BNP Paribas et Alstom.
Le 7 novembre 2016, Pierre Lellouche ouvre à la signature de ses collègues de l’Assemblée nationale, une proposition de résolution visant à la destitution du président de la République, François Hollande, aux termes de l’article 68 de la Constitution. Pierre Lellouche avait évoqué dès le 19 octobre 2016 la mise en œuvre de cet article, lors du débat parlementaire sur les interventions militaires extérieures de la France. Pierre Lellouche considère que les divulgations d’informations secrètes concernant la sécurité nationale, auxquelles s’est livré le président de la République auprès de journalistes du Monde, qui les ont ensuite publiées dans leur livre Un président ne devrait pas dire ça…, constituent de la part du président, un « manquement à ses devoirs manifestement incompatible avec l'exercice de son mandat »,. Les trois quarts du groupe LR de l'Assemblée nationale ayant signé cette proposition de résolution, le 8 novembre 2016, celle-ci est transmise au bureau de l'Assemblée. Le 23 novembre, à la majorité de ses membres, le bureau de l’Assemblée nationale a rejeté la proposition (8 d’avis de la déclarer recevable, 13 d’avis de la déclarer contraire).

### Prises de position
Le Monde diplomatique le présente comme un « fervent défenseur d'Israel » Il est « atlantiste » et est également un « fervent défenseur de la guerre en Irak en 2003 »
.
Relativement tôt, il se prononce pour une limitation et un meilleur encadrement de l'immigration en France. S'exprimant en ce sens en 2004, il déclare : « Il faut arrêter d'envoyer le message à toute l'Afrique qu'en France, on peut venir se brancher sur un système de chômage et de santé gratuit. Il faudra bien un jour que la politique d'immigration soit réformée dans notre pays et que l'on pratique un recensement basé sur les composantes ethniques de la Nation et des quotas à l'immigration en fonction des qualifications, des gens que nous souhaitons voir rejoindre la collectivité nationale. »
Pierre Lellouche est membre du « comité stratégique » du CF2R jusqu'en 2022 et démissionne en février 2023, ne souhaitant pas soutenir les analyses hâtives du fondateur du CF2R, Eric Denécé concernant le massacre de Boutcha. Après l'invasion de l'Ukraine par la Russie en 2022, il porte dans les médias une parole qui réprouve l’engagement militaire aux côtés de l’Ukraine[réf. nécessaire]. Début 2023, il explique dans une tribune pourquoi la Crimée restera russe et demande s'il n'est pas temps de s'interroger sur une sortie de cette guerre.

### Détail des mandats et fonctions
- 02/04/1993 - 21/04/1997 : député de la 8e circonscription du Val-d'Oise
- 01/06/1997 - 18/06/2002 : député de la 4e circonscription de Paris
- 2004-2006 : président de l'Assemblée parlementaire de l'OTAN
- 19/06/2002 - 19/06/2007 : député de la 4e circonscription de Paris
- 21/03/2001 - 11/07/2020 : conseiller de Paris (ville et département)
- 20/06/2007 - 23/07/2009 et 17/06/2012 - 19/06/2012 : député de la 4e circonscription de Paris
- Mars 2009-juin 2009 : représentant spécial de la France pour l'Afghanistan et le Pakistan
- 23 juin 2009 - 13 novembre 2010 : secrétaire d'État chargé des Affaires européennes
- 14 novembre 2010 - 10 mai 2012 : secrétaire d'État chargé du Commerce extérieur
- 20 juin 2012 - 20 juin 2017 : député de la 1re circonscription de Paris

## Publications
- Pacifisme et dissuasion. IFRI-Economica. 1983. 329 pages.  (ISBN 978-2865920099)
- Lellouche, Pierre. L’après-Washington. Politique Étrangère 53, no. 1 (1988): 153–67.
- L’Avenir de la guerre : Essai. Mazarine. 1985.  (ISBN 978-2863741214)
- Kaiser, Karl et Lellouche, Pierre. Le couple franco-allemand et la défense de l’Europe. Paris, IFRI, Editions Economica, Coll. « L’Europe et sa défense », vol. 1, 1986, 360 p. Études internationales, 19(3), 579–581.  (ISBN 9782865920273).
- Avec Florence Trystram, Le Millénaire de l’Apocalypse. Flammarion. 1980. 225 pages.  (ISBN 9782080643162)
- Le Nouveau Monde: De l'ordre de Yalta au désordre des nations. Grasset. 532 pages. 1992. (ISBN 9782246441991) Prix Aujourd'hui, Hachette Pluriel, 1993.
- La République immobile. Grasset. 400 pages. 1998.  (ISBN 9782246531616)
- Illusions gauloises. Grasset. 400 pages. 2006.  (ISBN 9782246691594)
- L'Allié indocile : La France et l'OTAN, de la guerre froide à l'Afghanistan. Éditions du Moment. 253 pages. 2009.  (ISBN 9782354170585)
- Mondialisez-vous : Manifeste pour une France conquérante. Éditions du Moment. 176 pages. 2012.  (ISBN 9782354171445)
- Une Guerre Sans Fin. Éditions du Cerf. 480 pages. 2017.  (ISBN 9782204117821)
- Engrenages : La guerre d'Ukraine et le basculement du monde. Odile Jacob. 368 pages. 2024.  (ISBN 9782415010461)